# EDAMAME BEANS
EDAMAME BEANS（エダマメビーンズ）は、スターダストプロモーションに所属する若手俳優集団「恵比寿学園男子部」（通称：EBiDAN）からの派生プロジェクト「EBiDAN THE STREET」内の6人組ダンス＆ボーカルユニットである。
2016年に結成、2023年に解散した。
活動時はスターダストプロモーション新人部に所属していた。

## 来歴
2016年
- 1月14日、EBiDAN THE STREET内ユニットであるさとり少年団のオープニングアクトを行うダンサーメンバーとして公式ブログで発表された[2]。
- 1月17日、ミューザ川崎で行われたさとり少年団のストリートライブで初のパフォーマンスを披露した。
- 6月22日、EBiDAN THE STREETインストアイベント開催・出演を発表。
- 7月21日、EBiDAN THE KiDS FES.2016へ出演。当日はさとり少年団とEBiSSH（現在では合同プロジェクトONE N' ONLY）も出演しEBiDAN THE STREET全ユニットが揃った。EBiDAN THE STREET初のイベントとして渋谷eggmanにて開催された。その後、インストアイベントがHMV&BOOKS TOKYO にて開催され、[3]。イベントではEBiDAN vol.8購入者を対象としたハイタッチの特典会も実施。
- 9月8日からHMV&BOOKS TOKYOのEBiDAN museum内にてポスター展示[4]。
- 10月30日、EBiDAN THE UNION HALLOWEEN PARTY 2016（東京ドームシティホール）出演[5]。

2017年
- 8月3日・4日に東京国際フォーラムにて開催された「EBiDAN THE LIVE 2017 ~SUMMER PARTY~」へオープニングアクトの1組として出演し、初のオリジナル曲「Horizon」を披露[6]。
- 12月22日、stardustdigital公式YouTubeチャンネルよりEDAMAME TV #1が投稿された[7]。

2018年
- 1月、公式twitterを開設。
- 7月29日、初の会場限定CDシングル『EDAMAME BEATS』販売開始[8]。同日にミューザ川崎にて発売記念ライブを行った[9]。
- 8月25日、「EDAMAME BEATS」の公式Music Videoが発表された[10]。
- 8月29日、「夢と涙のD7 ～ROAD TO EBiDAN THE LIVE 2018～」 へ出演。
- 12月16日、「星男祭2018」出演。

2019年
- 3月25日、ミューザ川崎にて2枚目の会場限定CDシングル『Alright』販売開始。
- 6月2日、六本木morph Tokyoにて初のワンマンライブを行う。

2020年
- 4月27日、公式Twitterにて｢MIRAI｣のMVのティザー映像が解禁された。
- 5月1日、EDAMAME TVにて｢MIRAI｣のMVが公開された。
- 5月13日、SDRより初の全国流通CDシングル『MIRAI』でデビュー[11][12]。
- 9月20日、「EBiDAN Smile Fes」に出演。
- 12月1日、公式TikTokを開設。

2021年
- 3月31日をもって荻野直哉 が卒業した[13]。以後の活動は6名となる。
- 6月4日、YouTubeチャンネル「EDAMAME TV」開設。

2022年
- 7月26日、公式Instagramを開設。
- 7月27日、「水曜ナイトライブ in LAZONA」にて新体制での初の新曲「FREEDOM」を初披露。
- 8月21日、「EBiDAN THE LIVE  2022 ～ EBiDAN AWARDS ～」にオープニングアクトとして出演。
- 10月22日、「男・組長祭 2022」にて新曲「Abracadabra」を初披露。
- 12月3日、「多摩区制50周年記念生田緑地ピクニックコンサート」にて12月6日に『Abracadabra』が配信リリースされる事を発表。
- 12月6日、デジタルシングル『Abracadabra』が配信リリースされた。荻野直哉が卒業して以来、EDAMAME BEANSではこれが約2年ぶりの楽曲となった。

2023年
- 8月13日、川崎にて最後のフリーライブを行った。
- 8月31日、活動終了。

## メンバー

### 活動終了時のメンバー
| 名前     | 生年月日              | 担当カラー | 出身地   | 特技                           | 担当     | 趣味                 |
| -------- | --------------------- | ---------- | -------- | ------------------------------ | -------- | -------------------- |
| 浅賀望大 | 2008年2月28日（17歳） | 赤         | 東京都   | ダンス、水泳                   | ボーカル | ダンス、カラオケ     |
| 岡野敬   | 2006年7月17日（18歳） | 紫         | 大阪府   | ダンス                         | ダンス   | 野球、算盤           |
| 中野龍   | 2006年12月4日（18歳） | 黄色       | 東京都   | ダンス                         | ダンス   | プラモデル           |
| 西田喜穏 | 2007年1月4日（18歳）  | 青         | 神奈川県 | ダンス、歌を歌うこと           | ボーカル | 読書                 |
| 落合晴音 | 2004年7月23日（20歳） | 緑         | 神奈川県 | ダンス                         | ボーカル | ドラム、スケボー     |
| 河島英人 | 2005年8月22日（19歳） | オレンジ   | 東京都   | バスケットボール、短歌、Guitar | ダンス   | 舞台観賞、お笑い観賞 |

### 活動中脱退メンバー
| 名前       | 生年月日               | 担当カラー | 出身地 | 特技   | 担当     | 趣味     |
| ---------- | ---------------------- | ---------- | ------ | ------ | -------- | -------- |
| 松本龍之介 | 2006年10月12日（18歳） | -          | 千葉県 | ダンス | ダンス   | けん玉   |
| レックス   | 2004年7月6日（20歳）   | -          | 東京都 | 野球   | ダンス   | 読書     |
| 得能 勇志  | 2004年4月5日（21歳）   | ピンク     | 東京都 | ダンス | ボーカル | サッカー |
| 荻野直哉   | 2003年1月30日（22歳）  | 純白       | 埼玉県 | 歌う事 | ボーカル | 音楽鑑賞 |

## ディスコグラフィ

### オリジナルソング
|   |        | タイトル | 規格品番 | 収録曲    |
| - | ------ | -------- | -------- | --------- |
| 1 | 2017年 | HORIZON  | 未音源   | 1.HORIZON |

### 会場限定シングル
|   | 発売日        | タイトル      | 規格品番 | 収録曲                     |
| - | ------------- | ------------- | -------- | -------------------------- |
| 1 | 2018年7月29日 | EDAMAME BEATS | 会場限定 | 1.EDAMAME BEATS 2.PUZZLE   |
| 2 | 2019年3月24日 | Alright       | 会場限定 | 1.Alright 2.Stop that girl |

### シングル
|   | 発売日        | タイトル | 規格品番              | 収録曲                                                   | 作詞 作曲 編曲 |
| - | ------------- | -------- | --------------------- | -------------------------------------------------------- | --- |
| 1 | 2020年5月13日 | MIRAI    | 【No.盤】 【Ahiru盤】 | No.盤 1. MIRAI 2. No.1 Ahiru盤 1. MIRAI 2. Minikui Ahiru | 「MIRAI」 (作詞) S.KAY ･ sheep (作曲 編曲) S.KAY 「No.1」 (作詞 作曲 編曲) S.KAY 「Minikui Ahiru」 (作詞) S.KAY ･ sheep (作曲 編曲) S.KAY |

### デジタルシングル
|   | 発売日        | タイトル    | 規格品番          | 収録曲                            | 作詞 作曲 編曲 |
| - | ------------- | ----------- | ----------------- | --------------------------------- | --- |
| 1 | 2020年7月15日 | MIRAI       | (Special Edition) | 1. MIRAI 2. Minikui Ahiru 3. No.1 | 「MIRAI」 (作詞) S.KAY ･ sheep (作曲 編曲) S.KAY 「Minikui Ahiru」 (作詞) S.KAY ･ sheep (作曲 編曲) S.KAY 「No.1」 (作詞 作曲 編曲) S.KAY |
| 2 | 2022年12月6日 | Abracadabra |                   | 1. Abracadabra 2. FREEDOM         | 「Abracadabra」 (作詞) S.KAWAI, Sheep (作曲) S.KAWAI, Sheep (編曲) SPG 「FREEDOM」 (作詞) S.KAWAI, Sheep (作曲) S.KAWAI (編曲) SPG        |

## 出演
ライブ・イベント
- EBiDAN THE KiDS FES.2016（2016年7月21日） ※同日、HMV&BOOKS TOKYOイベントにも出演
- EBiDAN THE UNION HALLOWEEN PARTY 2016（2016年10月30日）
- EBiDAN THE LIVE 2017 ~SUMMER PARTY~（2017年8月3日・4日）
- Sketch Up SPRING 2018（2018年4月7日）
- Sketch Up SUMMER 2018（2018年6月3日）
- ～SUGUYA presents GROOVY STREET DANCE VOX～『GACCHO! DP #65』（2018年6月17日）
- 1stシングル「EDAMAME BEATS」発売記念フリーライブ（2018年7月29日、ミューザ川崎）
- 星男祭2018（2018年12月16日）
- 1stワンマンLIVE～小中高MIXビーンズでMAX!!!～（2019年6月2日(日)、六本木morph-tokyo）
- よみうりランドプールWAIスペシャルライブ（2019年8月4日）
- EBiDAN THE LIVE 2019 CHALLENGE STAGE～壁の向こうへ～（2019年8月29日、幕張メッセ国際展示場）
- EBiDAN Smile Fes（2020年9月20日）
- EBiDAN THE LIVE  2022 ～ EBiDAN AWARDS ～ (2022年8月21日、東京ガーデンシアター)
- 男・組長祭 2022 (2022年10月22日、渋谷区文化総合センター大和田 さくらホール)

書籍
- EBiDAN vol.12（2018年9月2日）[14]

## 個人での出演
テレビ番組
- みいつけた！ オフロスキー「オフロッケ！」（2016年、NHK Eテレ） - 西田喜穏が出演[15]。

映画
- 覇王 凶血の系譜 Ⅰ･II（2016年） - 落合晴音が出演[16]。

舞台
- イズ･ザット･フォー･リアル　ーLife goes onー （2017年） - 岡野敬・中野龍が出演[17]。

ミュージックビデオ
- 清水翔太「Good Life」（2018年） -落合晴音が出演[18]。
- The Black Skirts「EVERYTHING」（2021年） - 岡野敬が出演。

- 藍色アポロ「Sketch」（2022年） - 浅賀望大が出演。